# 徐舟
徐舟（1437年—？），字楫之，山東兖州府曹州人，明朝政治人物。同進士出身。

## 生平
天順六年（1462年）壬午科山東鄉試第四十名。成化二年（1466年）丙戌科會試第一百五十名，殿試登進士第三甲第一百六十五名。選監察御史，升四川副使。

## 家族
曾祖徐天民。祖父徐友正。父徐思學。